# محاري مروح
محاري مروح أو محاري ذو رائحة (الاسم العلمي: Pleurotus euosmus) هو نوع من الفطريات يتبع جنس المحاري من فصيلة المحارية.